# Церска битка
Церската битка известна и като Ядарска битка (нем. Schlacht von Jadar, унг. Jadar csata) е военен конфликт воден между Австро-Унгария и Сърбия през август 1914 година около планината Цер, град Шабац и няколко села в непосредствена близост по време на ранната фаза на Сръбската кампания в Първата световна война.Битката е част от първата австро-унгарска офанзива в Сърбия. Тя започва в нощта на 15 август, когато част от сръбската Обединена дивизия I се натъква на австро-унгарски части по склоновете на планината Цер. Битката прераства в борба за контрол над няколко села и градове в района, както и над Шабац. На 19 август хиляди австро-унгарски войници отстъоват към своята територия, а много от тях се удавят във водите на река Дрина. На 24 август сърбите отново влизат в Шабац, с което битката приключва с тяхна победа. Церската битка е от маневрен тип, при нея не са използвани окопи. 
В хода на десетдневната битка сръбските загуби възлизат на 3000 убити и 15 000 ранени. Австро-унгарските загуби са значително по-големи. Те включват 8000 убити войници, 30 000 ранени и 4500 пленени. Сръбската победа над числено по-големия враг представлява първата победа на Съюзниците в Първата световна война.

## Обстановка
На 28 юни 1914 година в Сараево е извършен атентат срещу ерцхерцог Франц Фердинанд. Атентаторът е сръбският студент Гаврило Принцип. Покушението води до Юлската криза, през която, на 23 юли 1914, Австро-Унгария издава неприемлив за Сърбия ултиматум под претекста, че именно Белград е организаторът. Сърбия отхвърля ултиматума. Австро-Унгария обявява война на Сърбия на 28 юли, а бомбардировките над Белград започват още на следващия ден. По този начин започва Първата световна война.
Броят австро-унгарски войници включени в нападението над Сърбия е по-малък от първоначално планираните 308 000. Голяма част от Втора австро-унгарска армия е прехвърлен на Руския фронт, а общият брой австро-унгарци осъществили инвазията възлиза на около 200 000. Срещу тях сърбите мобилизират около 450 000. Боеспособната част на сръбската армия възлиза на около 180 000 войника.
По време на Балканските войни Сърбия губи около 36 000 войници, а ранените възлизат на 55 000. От присъединените територии идват малко попълнения, които са включени в резерва в случай на българско нападение. Мунициите за артилерията са недостатъчни, тъй като Сърбия едва сега започва подновяването на арсенала си, изразходван в Балканските войни. Страната не може да осигури обувки за новобранците, много от които пристигат в армията боси. По сметки на командването, в случай на пълна мобилизация, около 50 000 сръбски войници не биха могли да бъдат екипирани с друго освен шинели и шайкачи. На сръбската войска не достигат и пушки, тъй като производството е недостатъчно. От своя страна, Австро-Унгария има на въоръжение модерни пушки и два пъти повече муниции. След Балканските войни обаче, сръбските войници са много по-опитни и по-добре обучени от австро-унгарските. Без значение че пристигат в поделенията със секири и че често участват в бойните действия обути с цървули, те имат силен мотив: да отблъснат австро-унгарците. 
За главнокомандващ на австро-унгарските сили при инвазията в Сърбия е избран генерал Оскар Потиорек, отговарял за безопасноста на Франц Фердинанд и намирал се в автомобила му по време на атентата. Преди сблъсъка, Потиорек предвижда лека победа, подценявайки неприятеля, и наричайки го „свиневъди“. Главнокомандващ на сръбските сили е престолонаследникът принц Александър I Караджорджевич, a началник на генералния щаб е Радомир Путник, който е водил сръбските войски и по време на Балканските войни. Генерал Петар Бойович командва Първа армия, генерал Степа Степанович – Втора армия, а Павле Юришич – трета. 

## Увод
В периода между 29 юли и 11 август, австро-унгарската армия започва артилерийски нападения в северна и северозападна Сърбия и успява да изгради система от понтонни съоръжения над реките Сава и Дунав. Сърбите са наясно, че не могат да бранят цялата граница с Австро-Унгария, чиято дължина е около 550 километра. Радомир Путник нарежда сръбската войска да се изтегли в традиционни отбранителни линии в Шумадия, откъдето биха могли бързо да действат на север и запад. Важни бойни единици са базирани във Валево и Ужице, а наблюдателни постове са поставени във всички важни точки по дължина на границата. В тази фаза сръбската войска може само да чака материализирането на плана на австро-унгарците. 
Белград, Смедерево и Велико Градище са бомбардирани яростно, а многобройни опити на австро-унгарските войски да прекосят река Дунав пропадат. Сръбското главно командване знае, че голяма част от австро-унгарските сили са базирани в Босна и не реагира прекалено активно на тези нападения. На 12 август австро-унгарски войски навлизат в Лозница, а в същия ден Четвърти австро-унгарски армейски корпус преминава Сава северно от Шабац. До 13 август, на фронт с дължина от 160 километра, австро-унгарски войски пресичат на много места Дрина и окупират Шабац. Втора и пета армия поемат към Белград. На 15 август Радомир Путник нарежда контраатака. 

## Битка
Командирът на Втора сръбска армия, генерал Степанович нарежда образуването на Церската ударна група като част от Моравската и Комбинираната дивизии с цел нападение над австро-унгарците в долината на река Ядар. Степанович разбира важността на планината Цер и по своя инициатива завзема котите Троян и Косанин град. В около 3 часа сутринта на 15 август 1914 година, Комбинираната дивизия потегля в поход от село Баняне до Цер. Около 23 часа на 15 август части от сръбската Комбинирана дивизия се натъкват на австро-унгарски войски в полите на Цер, около село Текериш и така Церската битка започва. Австро-унгарските позиции са слабо защитени и техните бранители отстъпват. До полунощ яростна битка се води между лявата колона на 21-ва Австро-унгарска дивизия и сърбите се води в почти пълна тъмнина. До утрото на 16 август сърбите завземат Дивача и прогонват австро-унгарците от село Борино. Австро-унгарските войски понасят сериозни загуби и отстъпват панически. До пладне сърбите напълно предотвратяват съединяването на 21-ва Австро-унгарска пехотна дивизия с 2. армия в Шабац и я прогонват от полите на Цер.
Сърбите опитват да си върнат Шабац, но без успех. Комбинираната дивизия напада Троян и Парлог, а след това се запътва към Косанин град. На други места, австро-унгарците успяват да отбият контраатаката на сръбската 3-та армия, карайки я да осъществи маневра на Моравската дивизия и да защити подстъпите до Валево.
В ранната утрин на 18 август австро-унгарците започват нова атака, за да притиснат Шумадийската дивизия и да подкрепят офанзива на 5-а армия. Атаката е неуспешна и сърбите унищожават техните сили при река Добрава. Контраофанзивата на Втора сръбска армия е насочена по цялата дължина на Цер планина. Първата атака на сърбите е отбита, но нападенията продължават и през нощта. В сутринта на 19 август сърбите унищожават австро-унгарската отбрана и завземат село Иверак. Моравската дивизия измества австро-унгарската 9-а пехотна дивизия от нейното положение и посреща контраатаката ѝ, нанасяйки тежки загуби. Четвъртият корпус на австро-унгарците подновява атаките над Шумадийската дивизия и я принуждава да се оттегли с леки загуби. Фактът, че сърбите не са разбити под нападението на Четвърти корпус означава, че австро-унгарските сили не успяват да спрат нейната контраатака в Цер планина. 
Сърбите превземат село Рашуляч около обяд на 19 август, а Комбинираната дивизия използва тази възможност да тръгне към Лешница. Междувременно Моравската дивизия напада Иверак и успява да притисне австро-унгарците. Село Велика Глава е превзето от сърбите преди обяд, а след това е завзет и Райин гроб. По това време австро-унгарските войници започват да дезертират, тъй като както мотивацията, така и организацията им пропадат. Трета сръбска армия има подобен успех, тя отбива 36-а пехотна дивизия и я принуждава да се оттегли в безредие. Сърбите преследват австро-унгарците по целия фронт. До 20 август сърбите гонят австро-унгарци бягащи към Дрина. Цялата австро-унгарска 5-а армия е принудена да се изтегли в Босна. Много австро-унгарски войници се издавят в Дрина, бягайки в паника. 
Сръбската кореспонденция от фронта съобшава, че „неприятелят се изтегля в безредица“. В телеграма Радомир Путник информира Петър I Караджорджевич, че „неприятелят е победен при Ядар и Цер планина“ и че сръбските сили ги преследват. След триумфа при Цер, сърбите се насочват към превземането на укрепения град Шабац. Жестоки сблъсъци се случват на 21 и 22 август. В техен резултат сръбски войски пробиват западната страна на града. До 23 август сърбите обкръжават града и привечер разполагат тежка артилерия. На следващия ден сърбите влизат в Шабац и установяват, че австро-унгарците са напуснали града предишната вечер. В около 4 часа следобед на 24 август сръбските сили стигат до бреговете на Сава, с което първата австро-унгарска офанзива се смята за приключила.

## Последици
До 23 август на сръбска територия не остава нито един австро-унгарски войник. Генерал Степа Степанович е повишен в чин войвода след успешното му командване на боя. Битката коства много на австро-унгарската войска на Балканите и тя е принудена да напусне град Плевля в Черна гора, които те завземат на 19 август.
Успехът в Церската битка привлича световно внимание и поражда симпатии към Сърбия у неутралните и съюзнически страни. Това е първата съюзническа победа над Централните сили в Първата световна война. Много доброволци пристигат в Сърбия в края на 1914 година, предлагайки финансова, политическа, хуманитарна и военна помощ. Новините за отбраната на Сърбия стават все по-чести в британските медии. 
По време на битките при Цер, сръбската войска успява да затвори коридора към Ужице. Загубата при Цер и страхът от сръбска контраофанзива карат Оскар Потиорек да премине в отбрана по всички фронтове. Под натиск от страна на съюзниците, Сърбия се принуждава да започне неуспешната Сремска операция.

## Загуби и военни престъпления
И двете страни претърпяват тежки загуби. Точният брой на австро-унгарските жертви варира между 7000 и 10 000. Австро-унгарците губят и 46 оръдия, 30 картечници и 140 коли с муниции.  Според историка Дейвид Стивънсън, около 4500 австро-унгарски войници са пленени.
„Пространството между Цер и река Ядар, където битката се разразява, не е било нищо друго освен масов гроб и разлагащо се месо... От горските сенки се е ширила толкова неприятна смрад, че изкачването на Цер било невъзможно. Броят на разлагащите се трупове е толкова голям, че заради липса на време, Втора армия е принудена да прекрати погребването им“
След края на боя, сърбите откриват доказателства за страшни престъпления по градове и села, окупирани от австро-унгарската армия. Около сто цивилни мъже са убити, а много жени и деца са изнасилени преди да бъдат застреляни. Много от престъпленията са извършени от други южни славяни, главно хървати и босненски мюсюлмани, служещи в австро-унгарската армия. Сръбският генерал Павле Юришич заявява:
„Австрийската войска е причинила страшни зверства на наша територия. Група от 19 (мъже, жени и деца) са намерени пред гостилница Криваица. Завързани са заедно, а след това над тях е издевателствано. Такава група от хора е намерена и при Завлак. Малки групи убити и измъчвани хора, главно жени и деца, са намерени в цялото село. На една жена е одрана кожата, а на друга са изрязани гърдите... Още една група от 12 жени и деца са намерени завързани заедно и измъчвани. Селяните казват, че подобни неща могат да се видят навсякъде“